# Tatsuya Furuhashi
Tatsuya Furuhashi (født 7. november 1980) er en japansk fodboldspiller.
Han har spillet for flere forskellige klubber i sin karriere, herunder Cerezo Osaka, Montedio Yamagata og Shonan Bellmare.